# Wiesenknopf
Die Pflanzengattung Wiesenknopf (Sanguisorba) gehört zur Familie der Rosengewächse (Rosaceae). Die Areale liegen in den gemäßigten Gebieten der Nordhalbkugel in Eurasien und Nordamerika.

## Beschreibung

### Vegetative Merkmale
Sanguisorba-Arten wachsen als ausdauernde krautige Pflanzen oder im Mittelmeergebiet auch als kleine Sträucher, die Wuchshöhen von 50 bis 200 cm erreichen. Als Speicher- und Überdauerungsorgan dient ein verholztes, vielästiges Rhizom. Die jeweiligen Arten können schwach behaart oder kahl sein. Oft wird am Grund eine Blattrosette gebildet, am Stängel sind die Blätter wechselständig angeordnet. Die unpaarig gefiederten Laubblätter besitzen sieben bis 25 Fiederblättchen. Die Fiederblättchen weisen einen gesägten Blattrand auf. Die Nebenblätter sind mit dem Blattstiel verwachsen.

### Generative Merkmale
Endständig auf verlängerten Blütenstandsschäften stehen kopfige bis ährige Blütenstände mit Trag- und Deckblättern und vielen Blüten. Die kleinen, stark reduzierten Blüten sind meist zwittrig oder selten eingeschlechtig. Wenn die Blüten eingeschlechtig sind, dann sind die Arten einhäusig getrenntgeschlechtig (monözisch). Es ist ein Blütenbecher (Hypanthium) und ein Diskus vorhanden. Die meist vier, selten bis zu sieben kronblattartigen Kelchblätter sind rot, rosa, violett oder weiß, selten grünlich. Kronblätter fehlen. Es sind meist vier Staubblätter vorhanden, selten mehr. Die Staubfäden sind meist frei, selten untereinander teilweise verwachsen. Die Blüten enthalten meist nur ein Fruchtblatt, selten sind es zwei freie.
Die trockene Achäne ist vom verhärteten, dornigen oder geflügelten Blütenbecher umgeben.
Die Chromosomengrundzahl beträgt x = 7.

## Ökologie
Sanguisorba-Arten sind Nahrungspflanzen für die Raupen von einigen Schmetterlingen (Lepidoptera) beispielsweise Kleiner Würfel-Dickkopffalter (Pyrgus malvae) und Dreipunkt-Glanzeule (Amphipyra tragopoginis) (beide Arten wurden am Großen Wiesenknopf beobachtet).

## Systematik
Der Gattungsname Sanguisorba wurde 1753 durch Carl von Linné in Species Plantarum, 1, S. 116 erstveröffentlicht. Synonyme für Sanguisorba L. sind Poteridium Spach und Poterium L. Die Gattung Sanguisorba gehört zur Untertribus Sanguisorbinae der Tribus Sanguisorbeae in der Unterfamilie Rosoideae innerhalb der Familie der Rosaceae.
Der botanische Gattungsname Sanguisorba nimmt Bezug auf die blutstillende Verwendung (vor allem von Sanguisorba officinalis): lat. sanguis für Blut und sorbere für aufsaugen.

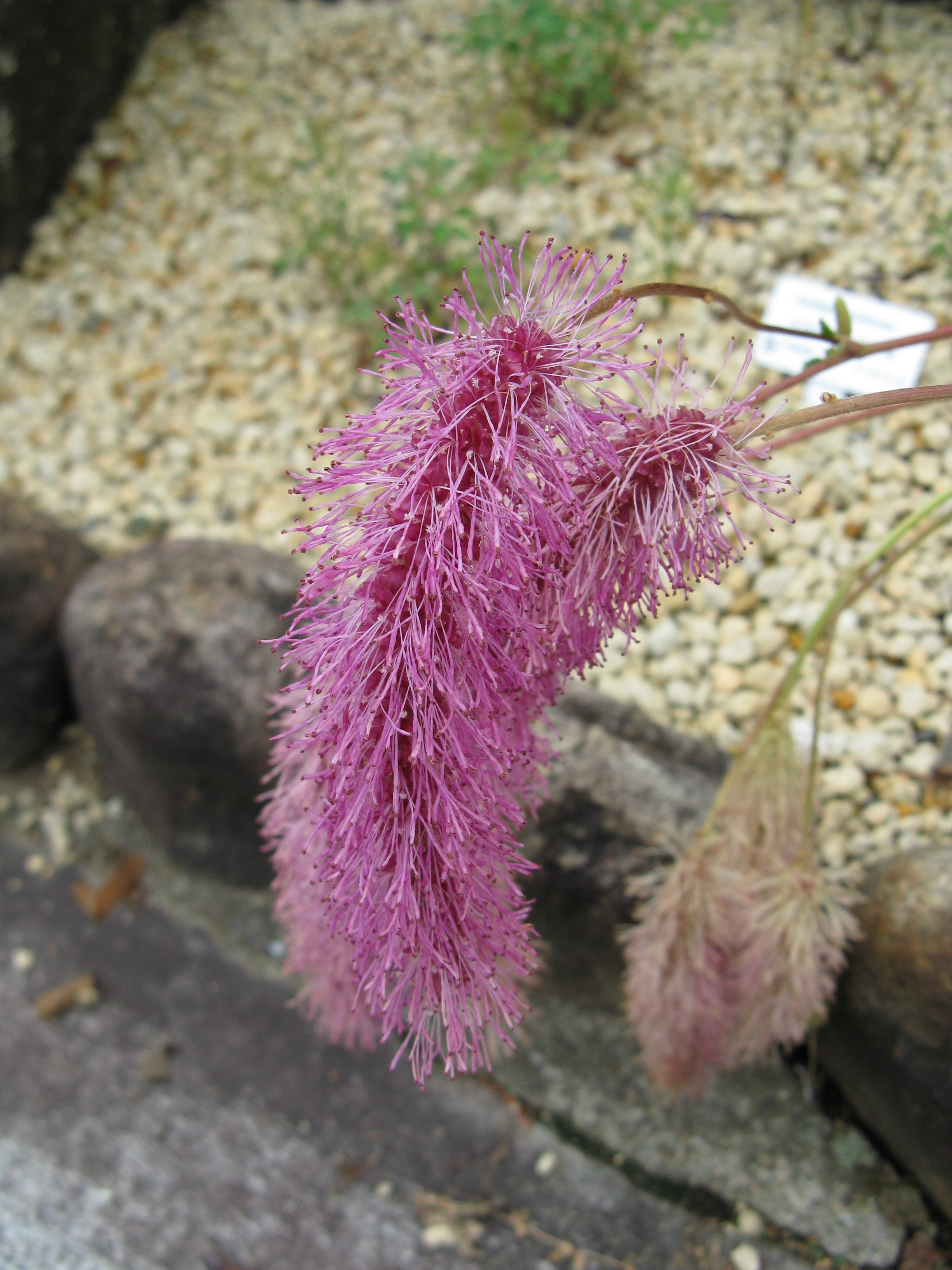
Sanguisorba hakusanensis

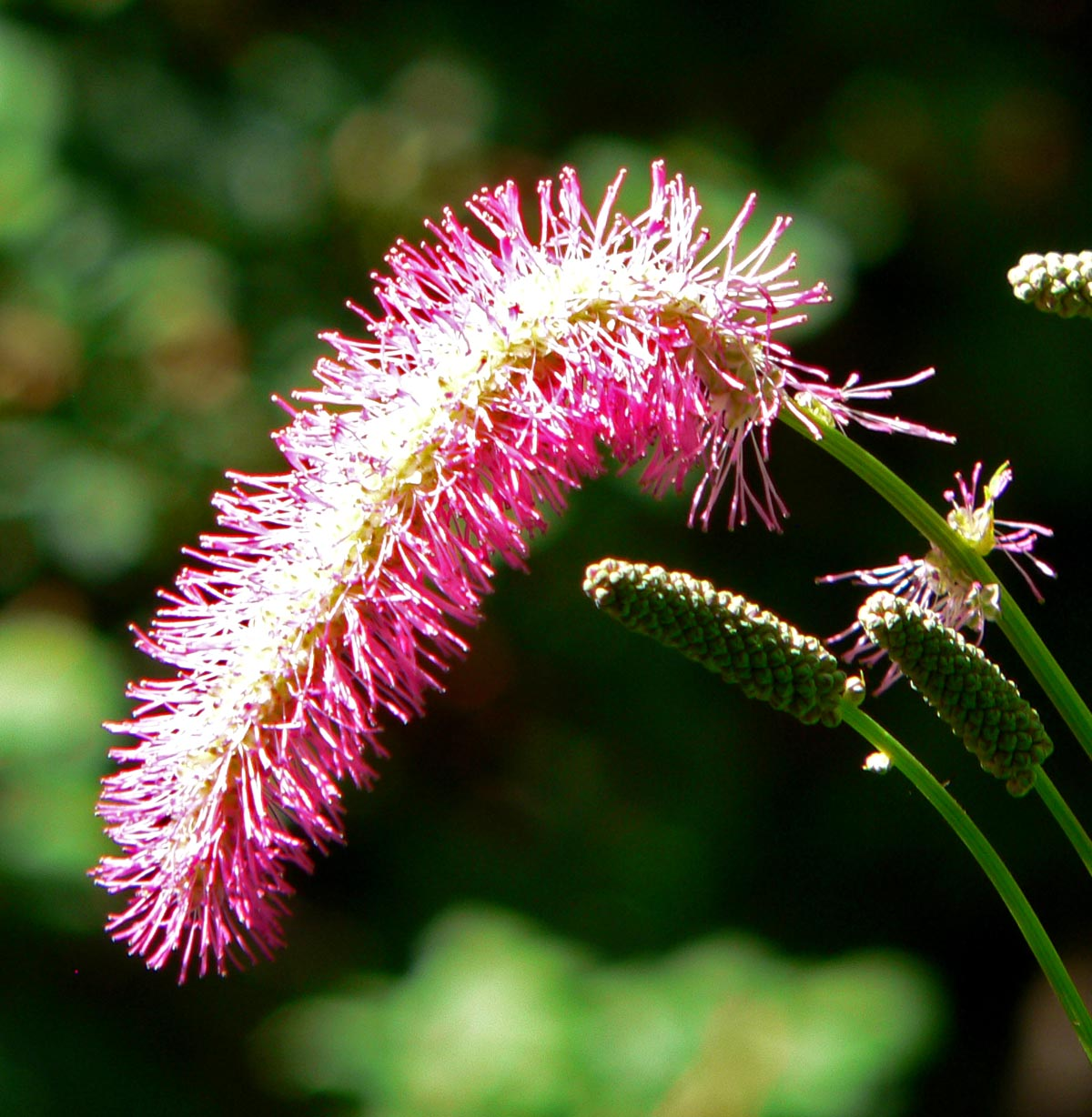
Japanischer Wiesenknopf (Sanguisorba obtusa)

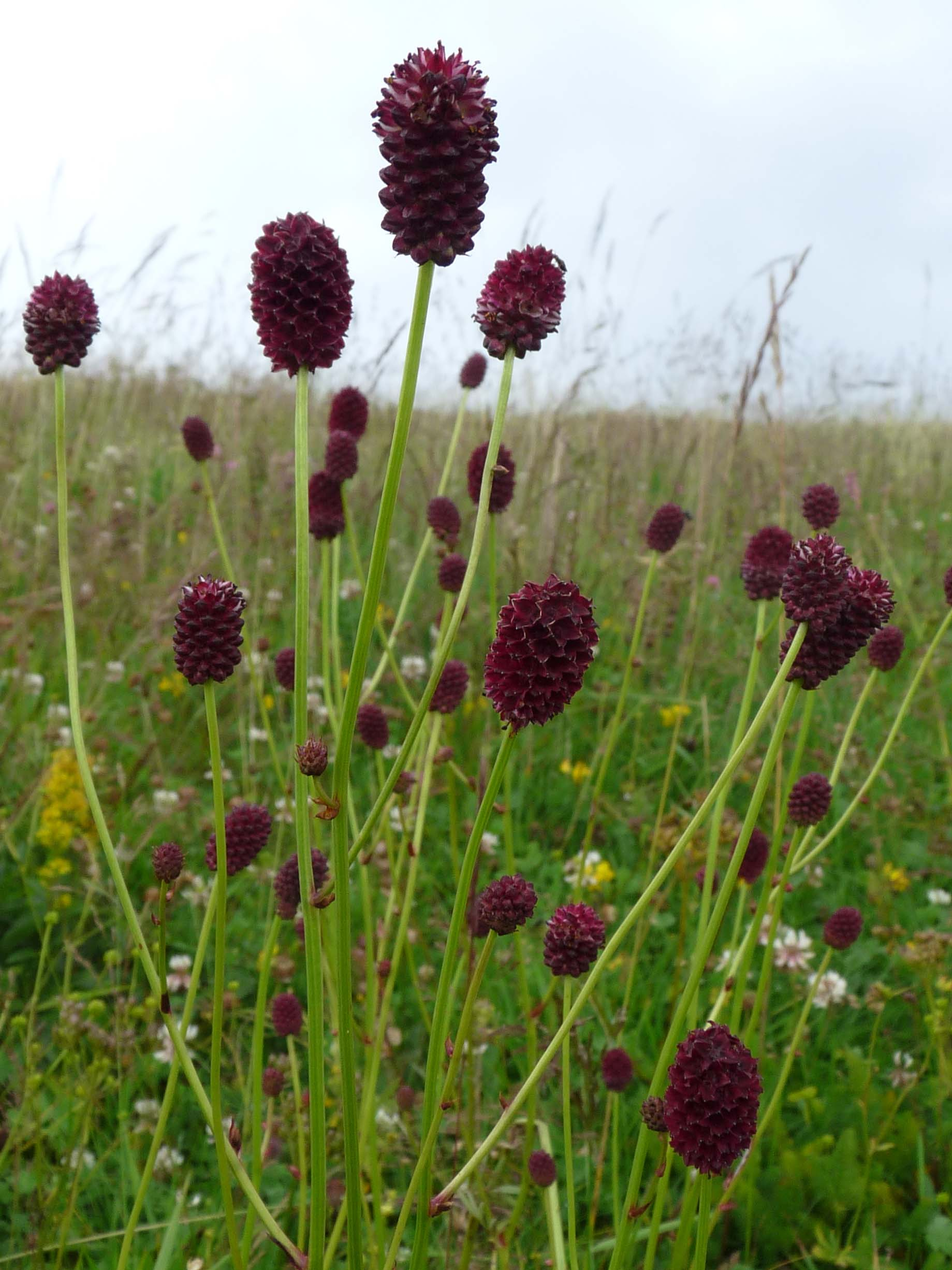
Großer Wiesenknopf (Sanguisorba officinalis)

### Arten (Auswahl) und ihre Verbreitung
Es gibt etwa (15 bis) 30 Arten in der Gattung Wiesenknopf (Sanguisorba):
- Sanguisorba albanica András. & Jáv.: Sie kommt in Albanien vor.[2]
- Sanguisorba albiflora (Makino) Makino: Sie kommt in Japan auf der Insel Honshu vor.[2]
- Sanguisorba alpina Bunge: Die Heimat ist Russland, Korea, die Mongolei und die chinesischen Provinzen Gansu, nördliches Ningxia (Helan Shan), Xinjiang.
- Sanguisorba ancistroides (Desf.) Ces.: Sie kommt in Marokko, Algerien, Portugal und Spanien vor.[2]
- Sanguisorba annua (Nutt.) Nutt. (Syn.: Poteridum annuum (Nutt.) Nutt., Poterium annuum Nutt., Sanguisorba occidentalis Nutt.): Sie kommt im westlichen Kanada und in den Vereinigten Staaten vor.[2]
- Sanguisorba applanata T.T.Yu & C.L.Li: Sie gedeiht in ausgedünnten Wäldern, sumpfigen Ufern von Rinnen und Fließgewässern in Höhenlagen zwischen 100 und 500 Meter in den chinesischen Provinzen Hebei, Jiangsu und Shandong.
- Sanguisorba azovtsevii Krasnob. & Pschen.: Sie gedeiht an grasigen Hängen und Matten und Waldlichtungen im Altai.[3]
- Kanadischer Wiesenknopf (Sanguisorba canadensis L.): Die Heimat ist Nordamerika.
- Sanguisorba diandra (Hook. f.) Nordborg: Die Heimat liegt in großen Höhenlagen in Xizang, Bhutan, Uttar Pradesh, Nepal und Sikkim.
- Bergamasker Wiesenknopf (Sanguisorba dodecandra Moretti): Er kommt in den italienischen Alpen vor.[2]
- Sanguisorba filiformis (Hook. f.) Handel-Mazzetti: Sie ist in Höhenlagen zwischen 1200 und 4500 Meter in Bhutan, Sikkim und den chinesischen Provinzen Sichuan, Xizang, Yunnan beheimatet.
- Sanguisorba formosana Hayata: Sie ist in Taiwan beheimatet.
- Sanguisorba hakusanensis Makino: Sie kommt in Korea und auf den japanischen Inseln Honshu und Hokkaido vor.[2]
- Sanguisorba hybrida (L.) Nordborg (Syn.: Sanguisorba agrimonoides Ces.): Sie kommt in Marokko, Portugal und in Spanien vor.[2]
- Kanarischer Wiesenknopf (Sanguisorba menendezii (Svent.) Nordb.): Er wird von manchen Autoren auch zur Gattung Dendriopoterium Svent. gestellt. Er kommt auf Gran Canaria vor.[4]
- Kleiner Wiesenknopf (Sanguisorba minor Scop.[1], Syn.: Sanguisorba dictyocarpa (Spach) Franch., Sanguisorba lasiocarpa (Boiss. & Hausskn.) Hand.-Mazz., Sanguisorba magnolii (Spach) A.Braun & C.D.Bouché, Sanguisorba muricata (Spach) Gremli, Sanguisorba sanguisorba (L.) Britton)
- Japanischer Wiesenknopf (Sanguisorba obtusa Maxim.): Er kommt auf der japanischen Insel Honshu vor.[2]
- Großer Wiesenknopf (Sanguisorba officinalis L.[1], Syn.: Sanguisorba polygama F.Nyl., Sanguisorba carnea Fisch. ex Link)
- Sanguisorba stipulata Raf.: Die Heimat ist Russland, Korea, Japan und die chinesischen Provinzen Jilin, Liaoning.
- Sanguisorba taurica Juz.: Sie wird von manchen Autoren auch als Synonym zu Sanguisorba officinalis gestellt.[4]
- Sanguisorba tenuifolia Fisch. ex Link: Die Heimat ist Russland, Korea, Japan, die Mongolei und die chinesischen Provinzen Heilongjiang, Jilin, Liaoning, Innere Mongolei.
- Sanguisorba verrucosa (Link ex G.Don) Ces. (Syn.: Sanguisorba minor subsp. verrucosa (Link ex G. Don) Holmboe)

### Nutzung
Viele Arten werden durch den Menschen in geringem Umfang genutzt. Wenige Arten sind Zierpflanzen in Parks und Gärten der Gemäßigten Gebiete. Die Blätter werden seltener roh oder öfter gegart gegessen. Die medizinischen Wirkungen wurden bei einigen Arten untersucht.